# Cariotip

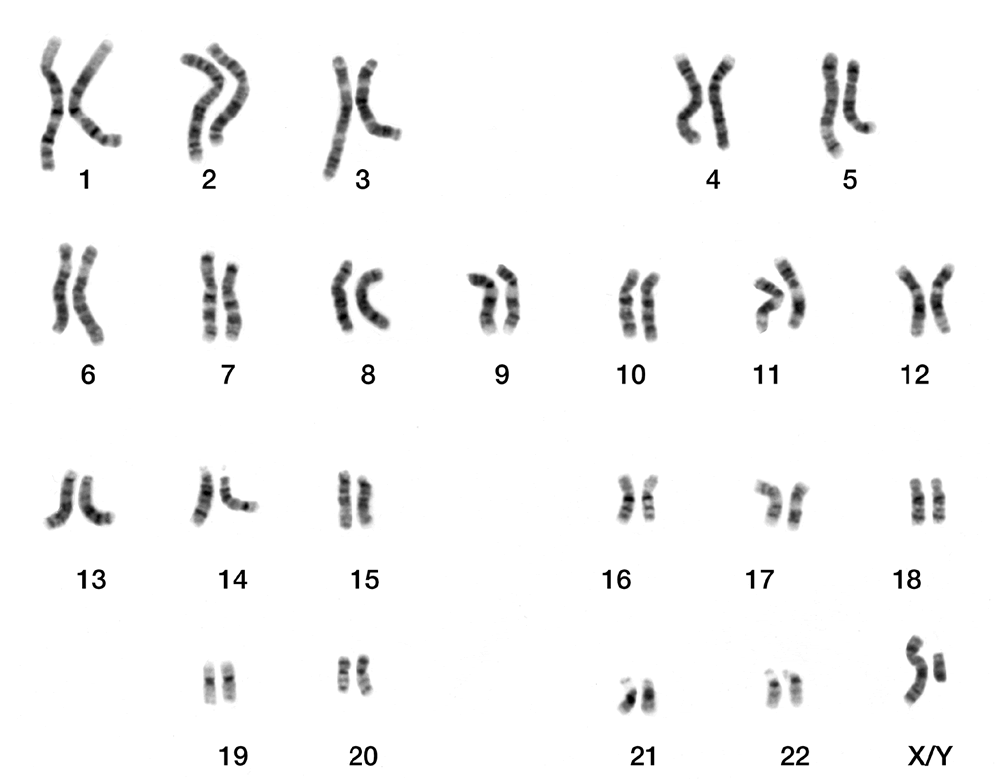

El cariotip és el patró cromosòmic d'una espècie expressat a través d'un codi, establert per conveni, que descriu les característiques dels seus cromosomes. Donat que a l'àmbit clínic sol funcionar, el concepte de cariotip s'usa amb freqüència per referir a un cariograma, el qual és un esquema, foto o dibuix dels cromosomes d'una cèl·lula metafàsica ordenats d'acord amb la seva morfologia (metacèntrics, sot-metacèntrics, telo-cèntrics, sot-telocèntrics i acro-cèntrics) i mida, que estan caracteritzats i representen a tots els individus d'una espècie. El cariotip és característic de cada espècie, igual que el nombre de cromosomes, l'ésser humà té 46 cromosomes (23 parells perquè som diploides o 2n) en el nucli de cada cèl·lula, 1 organitzats en 22 parells auto-sòmics i 1 parell sexual (XY i XX). Cada braç ha estat dividit en zones i cada zona, al seu torn, en bandes i fins i tot les bandes en sot-bandes, gràcies a les tècniques de marcat. No obstant això pot donar-se el cas, en humans, que hi hagi altres patrons en els cariotips, la qual cosa es coneix com a aberració cromosòmica.
Els cromosomes es classifiquen en 7 grups, de l'A a la G, atenent a la seva longitud relativa i la posició del centròmer, que defineix la seva morfologia. D'aquesta manera, el cariotip humà queda format així:
- Grup A: Es troben els parells cromosòmics 1, 2 i 3. Es caracteritzen per ser cromosomes molt grans, gairebé metacèntrics. En concret, 1 i 3 metacèntrics, 2 sot-metacèntrics.
- Grup B: Es troben els parells cromosòmics 4 i 5. Es tracta de cromosomes grans i sot-metacèntrics (amb dos braços molt diferents en grandària).
- Grup C: Es troben els parells cromosòmics 6, 7, 8, 9, 10, 11, 12, X. Són cromosomes mitjans sot-metacèntrics.
- Grup D: Es troben els parells cromosòmics 13, 14 i 15. Es caracteritzen per ser cromosomes mitjans acro-cèntrics amb satèl·lits.
- Grup E: Es troben els parells cromosòmics 16, 17 i 18. Són cromosomes petits, metacèntric el 16 i sot-metacèntrics 17 i 18.
- Grup F: Es troben els parells cromosòmics 19 i 20. Es tracta de cromosomes petits i metacèntrics.
- Grup G: Es troben els parells cromosòmics 21, 22, I. Es caracteritzen per ser cromosomes petits i acro-cèntrics (21 i 22 amb satèl·lits).

Mitjançant el cario tipificat es poden analitzar anomalies numèriques i estructurals, cosa que seria molt difícil d'observar mitjançant genètica mendeliana.
Si un cariotip presenta més o menys de 46 cromosomes, existeix una anomalia cromosòmica anomenada aneuploidia. De les moltes aneuploidies possibles, només unes quantes són compatibles amb la vida:
- La síndrome de Down és una anomalia caracteritzada per la triplicació del cromosoma 21 (trisomia 21), i les seves característiques inclouen trastorns en l'aprenentatge, retard mental i alguns trets físics característics.
- La síndrome de Patau és una anomalia caracteritzada per la triplicació del cromosoma 13 (trisomia 13), i presenta els següents símptomes: greus defectes cardiovasculars i el llavi leporí.
- La síndrome d'Edwards és una anomalia caracteritzada per la triplicació del cromosoma 18 (trisomia 18).
- La síndrome de Turner és una anomalia caracteritzada per l'absència d'un dels dos cromosomes X en les dones (monosomia X), i els seus símptomes inclouen esterilitat, ovaris atrofiats i els caràcters secundaris poc desenvolupats.
- La síndrome de Klinefelter és una anomalia caracteritzada per l'existència de tres cromosomes sexuals, dos cromosomes X i un cromosoma Y.